# Campionati europei di atletica leggera 2024 - Salto in alto femminile
La gara del salto in alto femminile dei campionati europei di atletica leggera 2024 si è svolta il 7 e il 9 giugno.

## Podio
| Pos.    | Atleta             | Nazionalità | Tempo    |
| ------- | ------------------ | ----------- | -------- |
| Oro     | Jaroslava Mahučich | Ucraina     | 2,01 m   |
| Argento | Angelina Topić     | Serbia      | 1,97 m   |
| Bronzo  | Iryna Heraščenko   | Ucraina     | 1,95 m = |

## Situazione pre-gara

### Record
Prima di questa competizione, il record del mondo, il record europeo e il record dei campionati erano i seguenti.
| Record                | Prestazione | Atleta                      | Data e luogo                               | Competizione              |
| --------------------- | ----------- | --------------------------- | ------------------------------------------ | ------------------------- |
| Record mondiale       | 2,09 m      | Stefka Kostadinova Bulgaria | 30 agosto 1987 Roma, Italia                | Campionati del mondo 1987 |
| Record europeo        | 2,09 m      | Stefka Kostadinova Bulgaria | 30 agosto 1987 Roma, Italia                | Campionati del mondo 1987 |
| Record dei campionati | 2,03 m      | Tia Hellebaut Belgio        | 16 agosto 2022 Monaco di Baviera, Germania | Campionati europei 2022   |

### Campionesse in carica
Le campionesse in carica a livello europeo erano:
| Campione       | Atleta                     | Prestazione | Data e luogo                               | Competizione                   |
| -------------- | -------------------------- | ----------- | ------------------------------------------ | ------------------------------ |
| Europeo        | Jaroslava Mahučich Ucraina | 1,95 m      | 21 agosto 2022 Monaco di Baviera, Germania | Campionati europei 2022        |
| Europeo indoor | Jaroslava Mahučich Ucraina | 1,98 m(i)   | 5 marzo 2023 Istanbul, Turchia             | Campionati europei indoor 2023 |

### La stagione
Prima di questa gara, le atlete con le migliori tre prestazioni europee dell'anno erano:
| Pos. | Atleta                      | Prestazione | Data e luogo                      |
| ---- | --------------------------- | ----------- | --------------------------------- |
| 1    | Jaroslava Mahučich Ucraina  | 2,04 m(i)   | 31 gennaio 2024 Cottbus, Germania |
| 2    | Natal'ja Spiridonova Russia | 2,00 m(i)   | 25 febbraio 2024 Mosca, Russia    |
| 3    | Angelina Topić Serbia       | 1,98 m      | 19 maggio 2024 Marrakech, Marocco |

## Risultati

### Qualificazioni
Le qualificazioni si sono disputate a partire dalle 20:30 del 7 giugno. Si qualificano alla finale le atlete che saltano 1,92 m (Q) o le dodici migliori misure (q).
| Pos. | Gruppo | Atleta             | Nazionalità   | 1,76 | 1,81 | 1,85 | 1,89 | 1,92 | Risultato | Note |
| ---- | ------ | ------------------ | ------------- | ---- | ---- | ---- | ---- | ---- | --------- | ---- |
| 1    | B      | Christina Honsel   | Germania      | -    | o    | o    | o    | o    | 1,92 m    | Q    |
| 1    | B      | Ella Junnila       | Finlandia     | -    | o    | o    | o    | o    | 1,92 m    | Q    |
| 1    | A      | Jaroslava Mahučich | Ucraina       | -    | -    | -    | o    | o    | 1,92 m    | Q    |
| 4    | B      | Iryna Heraščenko   | Ucraina       | -    | o    | o    | xo   | o    | 1,92 m    | Q    |
| 5    | A      | Angelina Topić     | Serbia        | -    | o    | o    | o    | xo   | 1,92 m    | Q    |
| 6    | B      | Nawal Meniker      | Francia       | -    | o    | xo   | oxxo |      | 1,92 m    | Q =  |
| 7    | A      | Mirela Demireva    | Bulgaria      | -    | o    | o    | o    | xxr  | 1,89 m    | q    |
| 8    | A      | Morgan Lake        | Gran Bretagna | -    | -    | xo   | o    | xxr  | 1,89 m    | q    |
| 8    | A      | Imke Onnen         | Germania      | -    | xo   | o    | o    | xxr  | 1,89 m    | q    |
| 8    | B      | Lia Apostolovski   | Slovenia      | -    | o    | xo   | o    | xxx  | 1,89 m    | q    |
| 11   | A      | Buse Savaşkan      | Turchia       | -    | o    | o    | xo   | xxr  | 1,89 m    | q    |
| 11   | A      | Maja Nilsson       | Svezia        | -    | -    | o    | xo   | xr   | 1,89 m    | q    |
| 13   | B      | Airinė Palšytė     | Lituania      | o    | o    | o    | xxo  | xxx  | 1,89 m    |      |
| 14   | B      | Tatiana Gusin      | Grecia        | o    | o    | xo   | xxo  |      | 1,89 m    |      |
| 15   | B      | Fédra Fekete       | Ungheria      | o    | o    | o    | xxx  |      | 1,85 m    |      |
| 15   | A      | Elena Vallortigara | Italia        | -    | o    | o    | xxx  |      | 1,85 m    |      |
| 15   | A      | Julija Čumačenko   | Ucraina       | -    | o    | o    | xxx  |      | 1,85 m    |      |
| 18   | A      | Heta Tuuri         | Finlandia     | o    | xo   | o    | xxx  |      | 1,85 m    |      |
| 19   | B      | Michaela Hrubá     | Rep. Ceca     | o    | o    | xo   | xxx  |      | 1,85 m    |      |
| 19   | A      | Elisabeth Pihela   | Estonia       | o    | o    | xo   | xxx  |      | 1,85 m    |      |
| 19   | A      | Solène Gicquel     | Francia       | -    | o    | xo   | xxx  |      | 1,85 m    |      |
| 19   | B      | Merel Maes         | Belgio        | o    | o    | xo   | xxx  |      | 1,85 m    |      |
| 23   | B      | Julija Levčenko    | Ucraina       | o    | xo   | xo   | xxx  |      | 1,85 m    |      |
| 24   | A      | Salome Lang        | Svizzera      | o    | o    | xxx  |      |      | 1,81 m    |      |
| 25   | B      | Aurora Vicini      | Italia        | xxo  | o    | xxx  |      |      | 1,81 m    |      |
| 26   | A      | Urtė Baikštytė     | Lituania      | o    | xo   | xxx  |      |      | 1,81 m    |      |
| 26   | B      | Ellen Ekholm       | Svezia        | o    | xo   | xxx  |      |      | 1,81 m    |      |
| 28   | A      | Panagiota Dosi     | Grecia        | xo   | xxo  | xxx  |      |      | 1,81 m    |      |
| 29   | B      | Paulina Borys      | Polonia       | o    | xxx  |      |      |      | 1,76 m    |      |
| -    | A      | Marija Vuković     | Montenegro    | xxx  |      |      |      |      | nm        |      |

### Finale
La finale si è tenuta il 9 giugno alle ore 20:28.
| Pos     | Atleta             | Nazionalità   | 1,82 | 1,86 | 1,90 | 1,93 | 1,95 | 1,97 | 1,99 | 2,01 | Risultato | Note                                     |
| ------- | ------------------ | ------------- | ---- | ---- | ---- | ---- | ---- | ---- | ---- | ---- | --------- | ---------------------------------------- |
| Oro     | Jaroslava Mahučich | Ucraina       | -    | -    | o    | -    | o    | o    | o    | xo   | 2,01 m    |                                          |
| Argento | Angelina Topić     | Serbia        | -    | o    | o    | xo   | o    | xxo  | -    | xxx  | 1,97 m    |                                          |
| Bronzo  | Iryna Heraščenko   | Ucraina       | o    | o    | xo   | xxo  | xo   | xxx  |      |      | 1,95 m    | =                                        |
| 4       | Mirela Demireva    | Bulgaria      | o    | o    | o    | o    | xxx  |      |      |      | 1,93 m    | =                                        |
| 5       | Ella Junnila       | Finlandia     | o    | o    | o    | xo   | xxx  |      |      |      | 1,93 m    | Miglior prestazione personale stagionale |
| 6       | Morgan Lake        | Gran Bretagna | -    | o    | o    | xxx  |      |      |      |      | 1,90 m    |                                          |
| 6       | Nawal Meniker      | Francia       | o    | o    | o    | xxx  |      |      |      |      | 1,90 m    |                                          |
| 8       | Imke Onnen         | Germania      | o    | xo   | o    | xxx  |      |      |      |      | 1,90 m    |                                          |
| 9       | Lia Apostolovski   | Slovenia      | o    | o    | xo   | xxx  |      |      |      |      | 1,90 m    |                                          |
| 10      | Buse Savaşkan      | Turchia       | o    | o    | xxx  |      |      |      |      |      | 1,86 m    |                                          |
| 11      | Christina Honsel   | Germania      | xo   | o    | xxx  |      |      |      |      |      | 1,86 m    |                                          |
| 12      | Maja Nilsson       | Svezia        | -    | xo   | xxx  |      |      |      |      |      | 1,86 m    |                                          |